# Gabriele Piermartini
Gabriele Piermartini (Vetralla, 29 novembre 1938) è un funzionario e politico italiano.

## Biografia
Coniugato e padre di due figli, si è laureato in giurisprudenza ed ha svolto la professione di funzionario pubblico.
Viene eletto deputato nel 1983 (Collegio di Roma) con il PSI. Sarà riconfermato anche nelle due successive legislature. Da sempre iscritto al Psi ha ricoperto il ruolo di responsabile regionale del partito in Lazio.

### Incarichi parlamentari
Componente delle seguenti commissioni parlamentari: Lavori pubblici; Finanze; Istruzione.

### Sottosegretario di Stato
È stato Sottosegretario di Stato per i Lavori pubblici nel primo governo di Giuliano Amato (dal 30 giugno 1992 al 13 febbraio 1993).